# Risto Jankov
Risto Jankov (in macedone Ристо Јанков?; Skopje, 5 settembre 1998) è un calciatore macedone, portiere del Škendija.

## Carriera

### Club
Cresciuto nelle giovanili del Rabotnički, il 24 febbraio 2018 esordisce in prima squadra, giocando da subentrato un match di campionato contro il Vardar.

### Nazionale
Dopo aver giocato con le selezioni giovanili macedoni Under-17, Under-19 e Under-21, nel 2021, viene convocato dalla nazionale maggiore per gli Europei del 2020.

## Palmarès

### Club

#### Competizioni nazionali
- Campionato macedone: 1

Škendija: 2024-2025